# 马力欧派对5
《瑪利歐派對5》（中国大陆又译作）是一款由Hudson Soft公司制作、任天堂发行的聚会类电子游戏。本游戏最初于2003年11月10日在北美地区GameCube发行。
《瑪利歐派對5》保留了先前游戏最为基本的内容。游戏是根据马里奥系列中的人物而设计的图版类游戏。
《瑪利歐派對5》收到平均的评价。Metacritic给予本游戏69/100的分数。